# Sommaräng
"Sommaräng," är en låt skriven av John Holm till debutskivan Sordin och även den första låten på singeln från den svenska popsångaren Marie Fredrikssons coveralbum "Min bäste vän" från 2006. Den andra låten på singeln är "Små lätta moln" av Pugh Rogefeldt.

## Låtlista (Marie Fredrikssons version)
1. "Sommaräng"
2. "Små lätta moln"

## Listplaceringar (Marie Fredrikssons version)
| Lista (2006) | Topplacering |
| ------------ | ------------ |
| Sverige      | 21           |

### Fotnoter
1. ↑  Listplacering, läst 22 november 2013